# 街角社会
《街角社會》（全名《街角社會：一個義大利人貧民區的社會結構》）是美國社會學家威廉·富特·懷特（William Foote Whyte）所著的民族誌書籍，出版於1943年。此書為懷特的第一部著作，初版時並未受到重視，但自1955年再版後廣受好評，成為大學教材中的經典，並奠定其作為參與觀察法先驅者的地位。

## 背景
20世紀1930年代後期，懷特獲哈佛大學研究基金支持，前往波士頓北區（North End）居住。該地多為第一、二代義大利移民所居。他出身於體面的中上階層家庭，視北區為貧民區，並希望深入了解「底層」社會。
他在當地居住了三年半，其中十八個月與一戶義大利裔家庭同住。憑此經歷，懷特成為參與式觀察法（participant observer research）先驅，該法日後廣為社會學研究採用。

## 概要
《街角社會》記錄當地社區內的群體組織與結構，其中如（意即「同鄉」）等群體類型即為一例。
書籍第一部分描述當地幫派如何形成與組織。懷特將男性青年分為兩類：「街角青年」與「男大學生」：前者聚集於街角與商店周圍，重視群體關係；後者則以教育與階級提升為目標，重視個人成就，兩者行為模式形成對比。
第二部分則分析社區的社會結構、政治參與與非法組織（如）活動之互動關係。書中也呈現了公共事業振興署（WPA）提供之工作對當地居民的重要性。

## 反響
本書1943年由芝加哥大學出版社以《街角社會：一個義大利人貧民區的社會結構》為名首次出版，初時反響平平。然而1955年再版後廣受歡迎，成為暢銷書與大學教材，並被翻譯為至少六種語言，多次重印。
然而，該書在懷特研究的北區社區內卻並未獲得一致好評。懷特將此地描述為「貧民區」，引發一些在地居民反感。波士頓市議會前議員弗雷德里克·C·朗格尼（Frederick C. Langone），為北區居民並與懷特熟識，曾批評：
|                   | 他那本書對北區造成最大的影響，就是讓這裡看起來好像每個人都在搞些非法勾當……實際上情況正好相反……威廉·懷特的《街角社會》幾乎是每所大學的必讀書目，導致學生對北區和義大利裔美國人產生了錯誤印象。 |
| ——F. C. Langone， | |

### 文內引注
1. ↑  Racketeering 一詞指以不當方式牟利，如敲詐、勒索等手段。[4]